# Zwolle (stacja kolejowa)
Zwolle – stacja kolejowa w Zwolle, w prowincja Overijssel, w Holandii. Stacja została otwarta 6 czerwca 1864.